# Mitar Subotić
Pour les articles homonymes, voir Subotić.
Mitar Subotić, dit Suba (en serbe : Митар Суботић Суба) (Novi Sad, 23 juin 1961 - São Paulo, 2 novembre 1999) est un compositeur et musicien serbe.

## Biographie
Après des études à l'académie de musique de l'Université de Novi Sad où il apprend l'orchestration et la composition, il s'intéresse aux possibilités offertes par la musique électronique et suit à Belgrade les cours du saxophoniste Paul Pignon. 
Il signe en 1983 ses premiers titres sous le pseudonyme de Rex Ilusivii qui sont diffusés de manière anonyme par Radio Novi Sad (en). Il devient alors en Yougoslavie un des pionniers de la musique électronique, devient connu par sa fusion de la musique électronique et des berceuses populaires yougoslaves et obtient même, à son arrivée à Paris en 1986 une bourse du Fonds international pour la promotion de la culture par l'UNESCO. 
Réputé dans toute l'Europe pour ses enregistrements, il part, obtenant une bourse d'études de São Paulo, au Brésil poursuivre sa carrière. Il y devient très célèbre et compose pour la radio, la télévision, le théâtre etc. Il collabore alors avec des stars brésiliennes comme Katia B, Cibelle, Taciana, Bebel Gilberto, Arnaldo Antunes, Marina Lima, Marisa Monte, João Donato, João Parayba ou Mestre Ambrósio. 
Il devient aussi le producteur de Hermeto Pascoal ou d'Edson Cordeiro, parmi de nombreux autres. 
Plusieurs de ses albums sont encensés par la critique lorsqu'il meurt asphyxié, après la soirée d'inauguration de son nouvel album São Paulo Confessions en 1999 dans l'incendie de son atelier en tentant de sauver ses enregistrements.

## Hommages
En 2000 est fondé l'Institut à but non lucratif Suba et, depuis 2008, une scène du Festival EXIT porte son nom. 
En janvier 2012, un parc de Novi Sad a été baptisé en son honneur.
Son album São Paulo Confessions entre en 2008 parmi les 1001 Albums You Must Hear Before You Die. 

## Discographie
- Disillusioned ! (1987)
- The Dreambird (avec Goran Vejvoda) (1994)
- Angel's Breath (avec Milan Mladenović) (1994)
- São Paulo Confessions (1999)
- Rex Ilusivii In Vitro/Suba Within Us (2005)